# Кастеллацци, Армандо
Арма́ндо Кастелла́цци (итал. Armando Castellazzi; 7 октября 1904, Милан — 1968) — итальянский футболист, полузащитник, чемпион мира 1934 года в составе сборной Италии. Всю карьеру и игровую, и тренерскую провёл в одном клубе миланском «Интере».

## Карьера
В «Интере» Армандо Кастеллацци дебютировал в 24 февраля 1923 года в гостевом матче с клубом «Падова», в котором «Интер» победил 2:1, после чего выступал за команду на протяжении 12 сезонов, проведя в её составе 261 матч (246 в чемпионате и 15 в кубке Митропы) и забил 16 голов (все в чемпионате), выиграв с командой чемпионат Италии в 1930 году. Последний матч в составе «Интера» и в карьере Кастеллацци провёл 8 марта 1936 года против клуба «Алессандрия». Кроме этого в сезоне 1924—1925 Кастеллацци выступал в клубе «Фиренце» на правах аренды.
В сборной Италии Кастеллацци дебютировал 1 декабря 1929 года в матче против Португалии, последний свой матч, он же единственный на чемпионате мира Кастеллацци провёл 31 мая 1934 года в четвертьфинале турнира со сборной Испании, который закончился 1:1, в переигровке, в которой Кастеллацци участия не принимал, победила Италия, которая, затем выиграла весь турнир.
После окончания карьеры игрока, Кастеллацци стал тренером, возглавив «Интер» в 1936 году. Этот год был обусловлен «бегством» из Италии многих латиноамериканцев, получивших итальянские паспорта, которые испугались всеобщего военного призыва из-за войны в Эфиопии, «Интер» тоже пострадал из-за этого, а потому занял лишь 7-е место в чемпионате, а в кубке Италии дошёл до полуфинала. На следующий год, однако, команда смогла выиграть чемпионат страны, обеспечив себе победу лишь в последнем туре, в котором «Интер» разгромил клуб «Бари» 9:2, но в международных кубках и кубке Италии выступила не блестяще.

## Статистика

### Клубная
| Статистика выступлений Кастеллацци за клубы | Статистика выступлений Кастеллацци за клубы | Статистика выступлений Кастеллацци за клубы | Статистика выступлений Кастеллацци за клубы | Статистика выступлений Кастеллацци за клубы | Статистика выступлений Кастеллацци за клубы | Статистика выступлений Кастеллацци за клубы | Статистика выступлений Кастеллацци за клубы | Статистика выступлений Кастеллацци за клубы | Статистика выступлений Кастеллацци за клубы |
| Сезон                                       | Клуб                                        | Лига                                        | Чемпионат                                   | Чемпионат                                   | Кубок                                       | Кубок                                       | Кубок Митропы                               | Кубок Митропы                               |                                             |
| Сезон                                       | Клуб                                        | Лига                                        | Игры                                        | Голы                                        | Игры                                        | Голы                                        | Игры                                        | Голы                                        |                                             |
| ------------------------------------------- | ------------------------------------------- | ------------------------------------------- | ------------------------------------------- | ------------------------------------------- | ------------------------------------------- | ------------------------------------------- | ------------------------------------------- | ------------------------------------------- | ------------------------------------------- |
| 1923-1924                                   | Интер Милан                                 | 1 дивизион                                  | 1                                           | 0                                           | 0                                           | 0                                           | 0                                           | 0                                           |                                             |
| 1924-1925                                   | Фиренце                                     | 1 дивизион                                  | ?                                           | ?                                           | 0                                           | 0                                           | 0                                           | 0                                           |                                             |
| 1925-1926                                   | Интер Милан                                 | 1 дивизион                                  | 12                                          | 1                                           | 0                                           | 0                                           | 0                                           | 0                                           |                                             |
| 1926-1927                                   | Интер Милан                                 | Национале                                   | 27                                          | 7                                           | 0                                           | 0                                           | 0                                           | 0                                           |                                             |
| 1927-1928                                   | Интер Милан                                 | Национале                                   | 24                                          | 4                                           | 0                                           | 0                                           | 0                                           | 0                                           |                                             |
| 1928-1929                                   | Интер Милан                                 | Национале                                   | 20                                          | 2                                           | 0                                           | 0                                           | 0                                           | 0                                           |                                             |
| 1929-1930                                   | Интер Милан                                 | Серия А                                     | 32                                          | 0                                           | 0                                           | 0                                           | 0                                           | 0                                           |                                             |
| 1930-1931                                   | Интер Милан                                 | Серия А                                     | 21                                          | 0                                           | 0                                           | 0                                           | 6                                           | 0                                           |                                             |
| 1931-1932                                   | Интер Милан                                 | Серия А                                     | 34                                          | 0                                           | 0                                           | 0                                           | 0                                           | 0                                           |                                             |
| 1932-1933                                   | Интер Милан                                 | Серия А                                     | 30                                          | 0                                           | 0                                           | 0                                           | 6                                           | 0                                           |                                             |
| 1933-1934                                   | Интер Милан                                 | Серия А                                     | 33                                          | 1                                           | 0                                           | 0                                           | 1                                           | 0                                           |                                             |
| 1934-1935                                   | Интер Милан                                 | Серия А                                     | 10                                          | 1                                           | 0                                           | 0                                           | 2                                           | 0                                           |                                             |
| 1935-1936                                   | Интер Милан                                 | Серия А                                     | 2                                           | 0                                           | 0                                           | 0                                           | 0                                           | 0                                           |                                             |

### Международная
| Матчи Кастеллацци за сборную Италии | Матчи Кастеллацци за сборную Италии | Матчи Кастеллацци за сборную Италии | Матчи Кастеллацци за сборную Италии | Матчи Кастеллацци за сборную Италии | Матчи Кастеллацци за сборную Италии |
| Дата                                | Место проведения                    | Оппонент                            | Счёт                                | Голы                                | Соревнование                        |
| ----------------------------------- | ----------------------------------- | ----------------------------------- | ----------------------------------- | ----------------------------------- | ----------------------------------- |
| 1 декабря 1929                      | Милан                               | Португалия                          | 6-1                                 | -                                   | Товарищеский матч                   |
| 9 февраля 1930                      | Рим                                 | Швейцария                           | 4-2                                 | -                                   | Товарищеский матч                   |
| 31 мая 1934                         | Флоренция                           | Испания                             | 1-1                                 | -                                   | Чемпионат мира                      |

### Клубная
| 1936-1937 | Интер Милан | Серия А | 30 | 9  | 8 | 13 | 7 | 5 | 4 | 1 | 0 | 1/2 | 0 | 0 | 0 | 0 | 0   |
| 1937-1938 | Интер Милан | Серия А | 30 | 16 | 5 | 9  | 1 | 5 | 4 | 1 | 0 | 1/2 | 4 | 2 | 1 | 1 | 1/4 |

## Достижения

### Как игрок
- Чемпион Италии: 1930
- Чемпион мира: 1934

### Как тренер
- Чемпион Италии: 1938